# Лижне двоборство на зимових Олімпійських іграх 1968
Змагання з лижного двоборства на зимових Олімпійських іграх 1984 відбулися 10-12 лютого в Отрані (Франція). Розіграно один комплект нагород.

## Чемпіони та призери

### Таблиця медалей
| Місце              | Країна             | Золото | Срібло | Бронза | Загалом |
| ------------------ | ------------------ | ------ | ------ | ------ | ------- |
| 1                  | Західна Німеччина  | 1      | 0      | 0      | 1       |
| 2                  | Швейцарія          | 0      | 1      | 0      | 1       |
| 3                  | НДР                | 0      | 0      | 1      | 1       |
| Загалом (3 збірні) | Загалом (3 збірні) | 1      | 1      | 1      | 3       |

### Дисципліни
| Дисципліна             | Золото                           | Золото | Срібло                  | Срібло | Бронза             | Бронза |
| ---------------------- | -------------------------------- | ------ | ----------------------- | ------ | ------------------ | ------ |
| Індивідуальні змагання | Франц Келлер · Західна Німеччина | 449,04 | Алоїс Келін · Швейцарія | 447,99 | Андреас Кунц · НДР | 444,10 |

## Країни-учасниці
У змаганнях з лижного двоборства на Олімпійських іграх у Греноблі взяли участь спортсмени 13-ти країн.
- Австрія (3)
- Фінляндія (3)
- Франція (3)
- Західна Німеччина (4)
- НДР (3)
- Італія (2)
- Японія (4)
- Норвегія (4)
- Польща (4)
- Швейцарія (1)
- Чехословаччина (2)
- СРСР (4)
- США (4)